# Société des transports abidjanais
Pour les articles homonymes, voir Sotra (homonymie).
La Société des Transports Abidjanais  (en abrégé SOTRA) est une entreprise publique de transport en commun.
La SOTRA assure la gestion des transports urbains d'Abidjan et de sa proche banlieue via ses lignes d'autobus et de bateau-bus. Cette régie a été créée le 16 juin 1960, afin de gérer l'ensemble des moyens de transport de surface, qui étaient auparavant assurés par des privées. Son statut est celui d'une société d'économie mixte.

## Histoire
Avant 1960, le transport en commun était réalisé à Abidjan de manière artisanale avec des pinasses sur la lagune et des fourgonnettes de marque Renault communément appelées « mille kilos » et transportant une vingtaine de passagers sur un trajet fixe. Des voitures de tourisme transportant moins d'une dizaine de passagers sur un itinéraire assez régulier et quelques taxis complétaient les moyens de déplacement des populations.
Le 16 décembre 1960 est créée la Société des transports abidjanais (SOTRA), une Société d'économie mixte dont le capital est détenu à 35 % par l'État ivoirien et à 65 % par des partenaires privés. La SOTRA, placée sous tutelle du Ministre des travaux publics et des transports, se présente dès lors comme la première société de transport urbain organisée de l'Afrique de l'Ouest.
Une convention de concession de service public signée entre l'État ivoirien et la SOTRA accorde à celle-ci l'exclusivité du service de transport en commun de voyageurs dans la ville d'Abidjan. Cette convention prévoit également la suppression des fourgonnettes dites « mille kilos » et des autres moyens collectifs de transport public, à l'exclusion des taxis. À partir de juillet 1964, le monopole de la Sotra sur le transport public de passagers devient effectif à Abidjan. La société accroit son chiffre d'affaires si bien qu'elle devient véritablement bénéficiaire alors qu'elle avait connu des déficits successifs durant les premières années. Les propriétaires des taxis collectifs quant à eux reçoivent des compensations sous forme d'autorisations de transport sur des lignes non urbaines ou de vignettes pour l'exploitation de taxis à compteurs.
Le capital social initial de la SOTRA, de 50 millions en 1960 est passé à 800 millions de francs CFA en 1974 puis à 3 milliards francs CFA en 1983. Il est détenu en 2009 par l'État ivoirien (60,13 %), IRISBUS/IVECO (39,80 %) et le District d'Abidjan (0,07 %).
En avril 2017, une flotte de 117 autobus neuf arrive sur le réseau.
Le 13 décembre 2018, la SOTRA réceptionne 450 autobus Iveco

## Organisation
Le groupe SOTRA est une société anonyme à participation financière publique, de droit ivoirien. Il est régi notamment par l'Acte uniforme relatif au droit des sociétés commerciales et du groupement d'intérêt économique (OHADA). Son organisation s'articule autour d'une Direction générale, d'une direction de l'audit général et de directions opérationnelles (direction des opérations, direction du développement des ressources humaines, direction administrative et financière, direction de la communication et du marketing, direction de l'organisation et de la qualité, direction des études et de la prospective, direction de l'informatique et des nouvelles technologies, direction des moyens généraux, direction commerciale et d'exploitation) auxquelles s’ajoute trois filiales : SOTRA Industries, Institut SOTRA et SOTRA Tourisme.

## Moyens de production

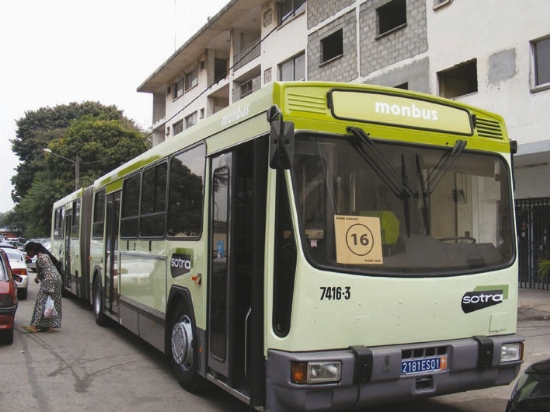
Un autobus articulé Renault PR 180.

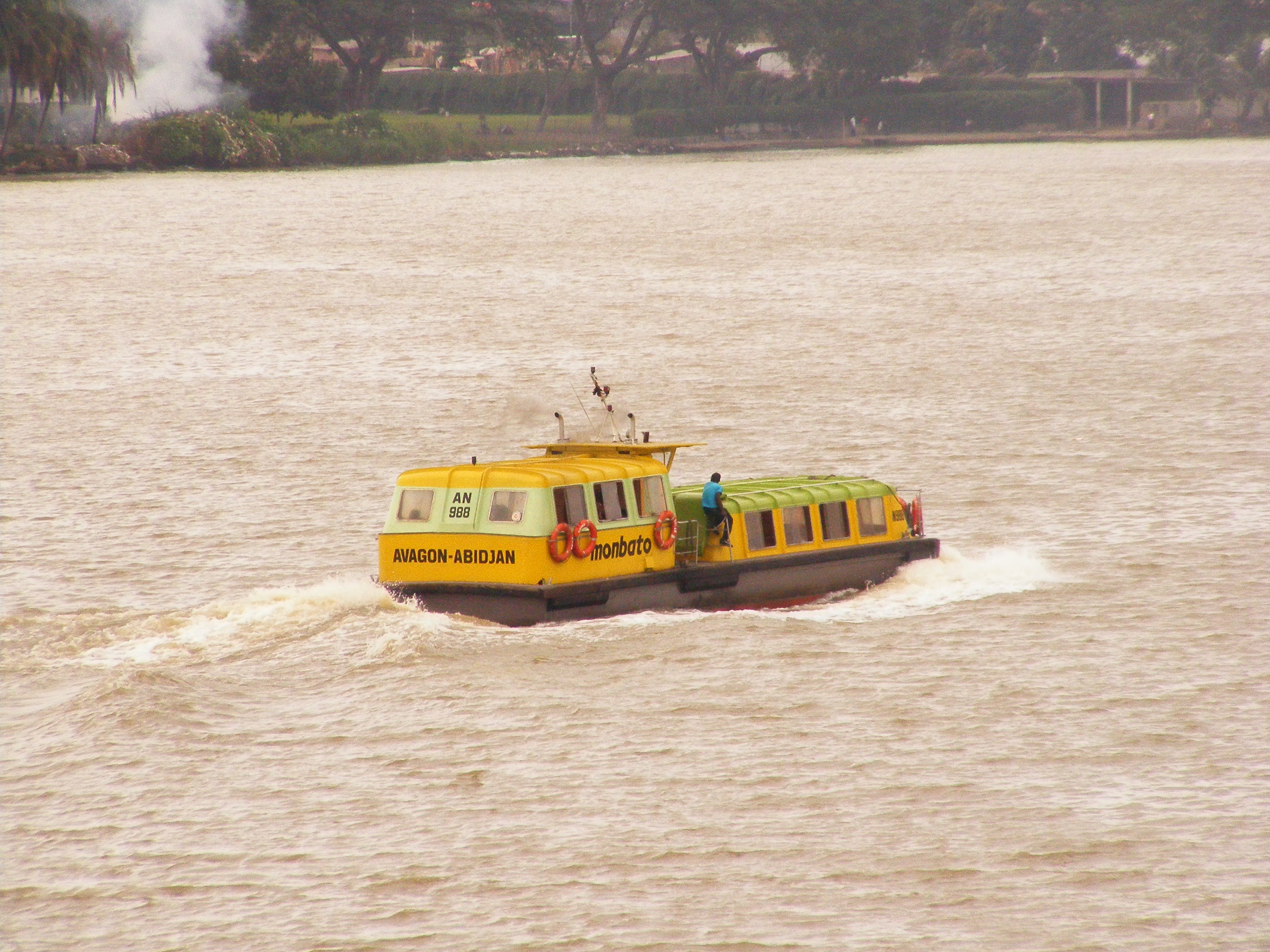
Un bateau-bus sur la lagune Ébrié.

La SOTRA dispose de six centres d'entretien des véhicules et de gestion de lignes, un atelier d'entretien des bateaux-bus, un atelier central de rénovation de la carrosserie et de gros organes des véhicules, trois gares de régulation, quatre gares lagunaires, quarante-cinq terminus de bus et 1 050 points d'arrêts dont 265 équipés d'abris.
La SOTRA dispose d'un réseau de 68 lignes urbaines dont 12 lignes express, 3 lignes de bateau-bus, 2 lignes Taxi-bagages et une ligne école. En moyenne, chaque jour la SOTRA parcourt 108 188 km et transporte 800 000 passagers. Au début de l'année 2015, la SOTRA disposait d'un parc de 540 autobus et 10 bateaux-bus.

### Vagues de rééquipement

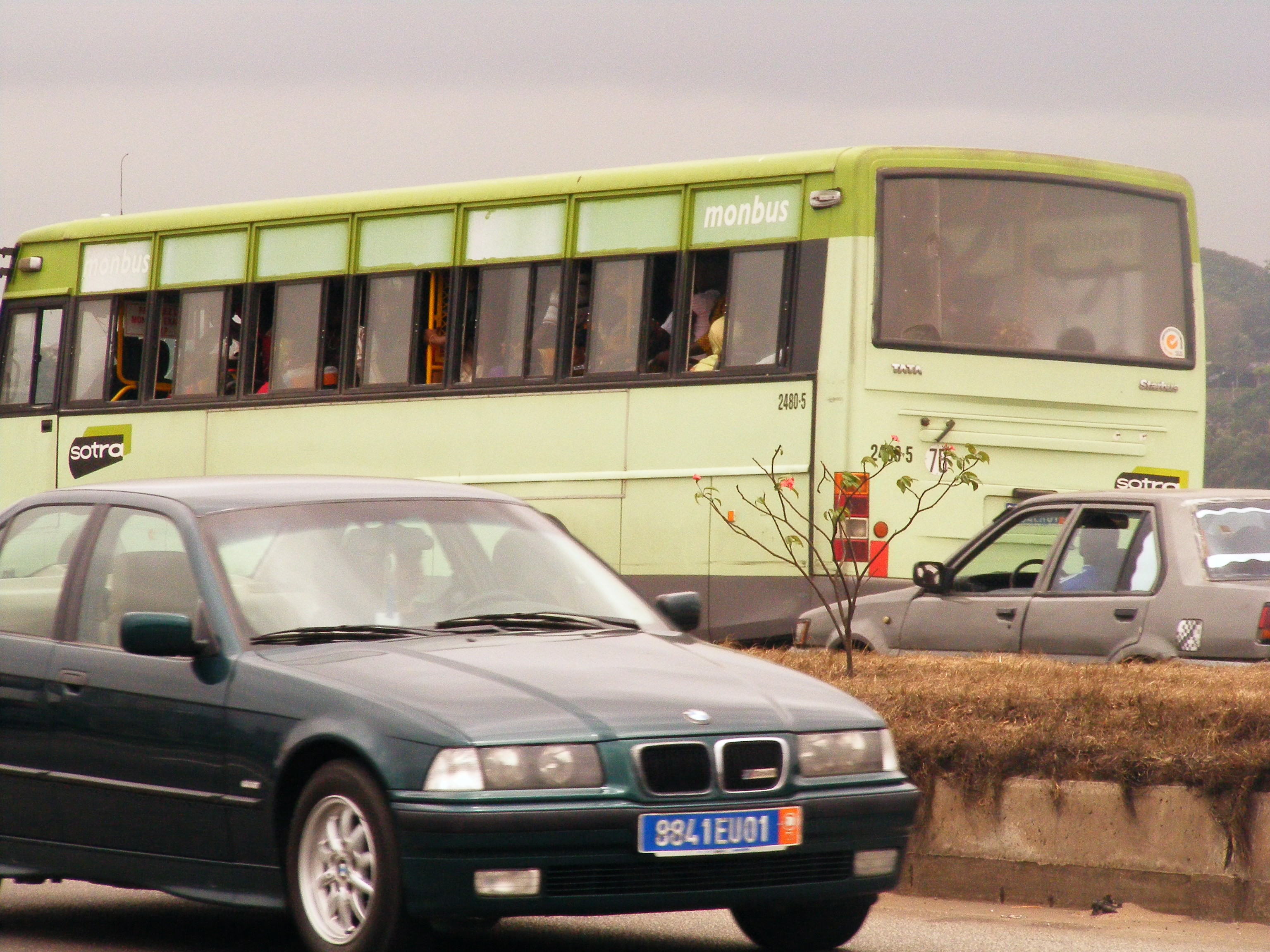
Un autobus Tata Motors à Abidjan en 2009. Peu résistants, ils sont progressivement remplacés par des bus plus récents.

Les bus de la SOTRA se sont dotés d'un système de billettique assisté par ordinateur (BAO) qui consiste à installer dans les autobus de la SOTRA un miniordinateur précodé ou pupitre électronique capable d’émettre directement des titres de transport, sous forme de ticket de caisse comportant toutes les données relatives aux voyages (date, heure, ligne, position).
La compagnie de transport se retrouve cependant, au sortir de la crise ivoirienne de 2010-2011, avec seulement 90 véhicules en état de marche, au lieu de près de 600 véhicules, quoique majoritairement vétustes, avant le conflit.
À partir du 22 novembre 2011, des bus Renault R312 et Irisbus Agora en bon état, exploités jusqu'alors par la RATP dans Paris, sont entrés en service dans le parc de la SOTRA en lieu et place de bus Tata et Iran Khodro. De son côté, la ville de Strasbourg a offert cinq bus R312 à la société. Ce renouvellement fait partie d'un vaste plan de réhabilitation des autobus de la ville d'Abidjan et de redressement de la SOTRA, pour un coût estimé à 4,7 milliards de francs CFA.
À la mi-2013, 400 bus Berkhof Ambassador 200 du constructeur néerlandais VDL sont livrés à la SOTRA par la société Womy equipment supply. La livraison de ces bus, produits entre 2001 et 2011, d'occasion, mais en excellent état et modernes, a été accompagnée d'une formation des mécaniciens de la SOTRA à la maintenance de ces véhicules. Ces autobus constituent aujourd'hui la majorité du parc d'autobus de la SOTRA et sont rejoints en 2014 par une livraison de bus Volvo âgés de moins de cinq ans.
En 2015, la SOTRA fait l'acquisition de 50 autobus de type Irisbus - Iveco Crossway Low Entry, qui ont été mis en service sur les lignes 67, 22 et 13,,.

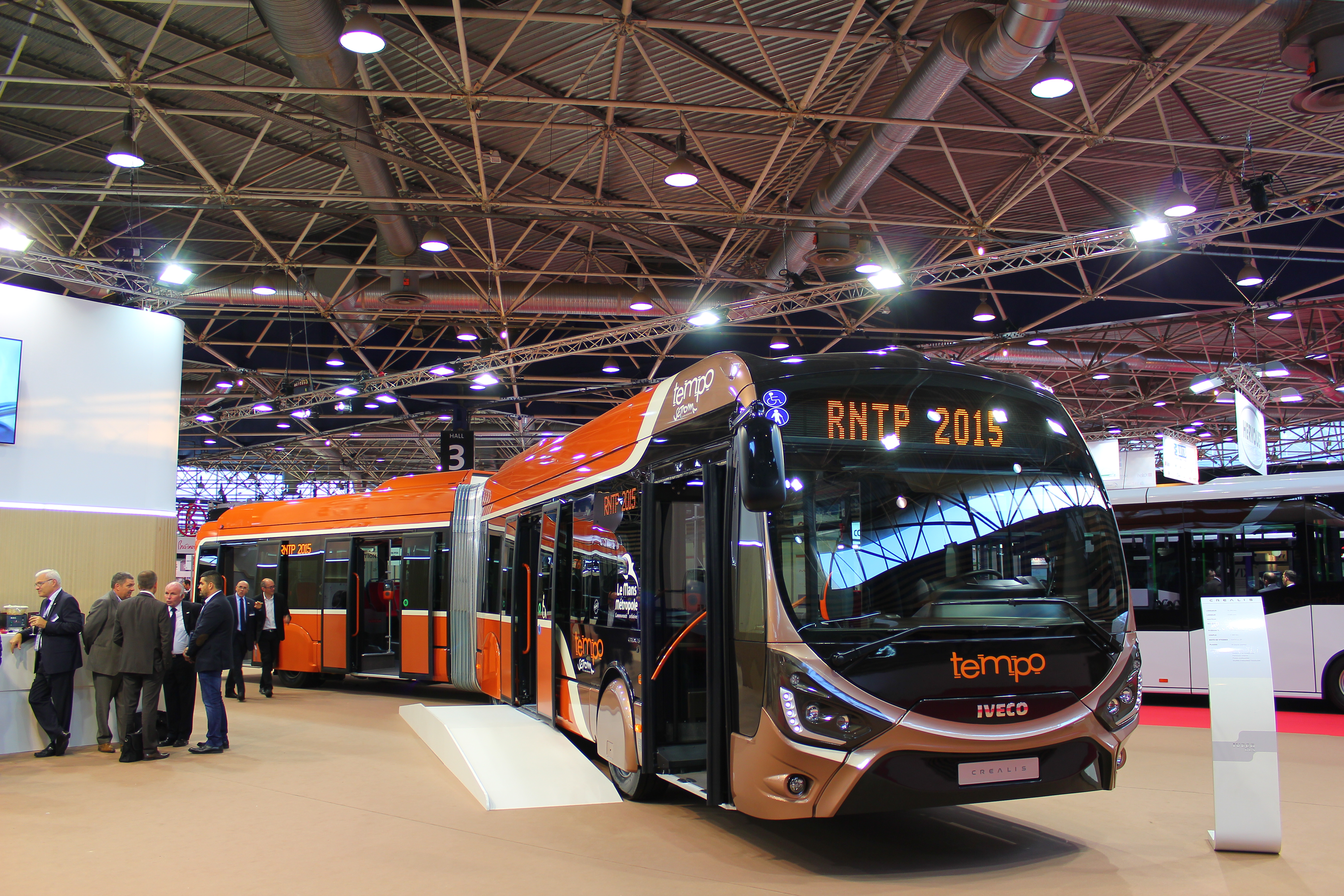
Iveco Crealis 18

À la mi-2018, de nouveaux bus viendront ainsi équiper la flotte SOTRA : il s'agit de 50 Iveco Crealis 12 euros IV et de 400 Iveco Crossway Low. D'après certaines sources, la SOTRA ainsi que toute la Côte d'Ivoire est l'une des premières commandes jamais enregistré par Iveco sur le continent africain. Cette dernière devra utiliser ces BHNS pour son bus rapide transit (BRT).

## Critiques et accidents

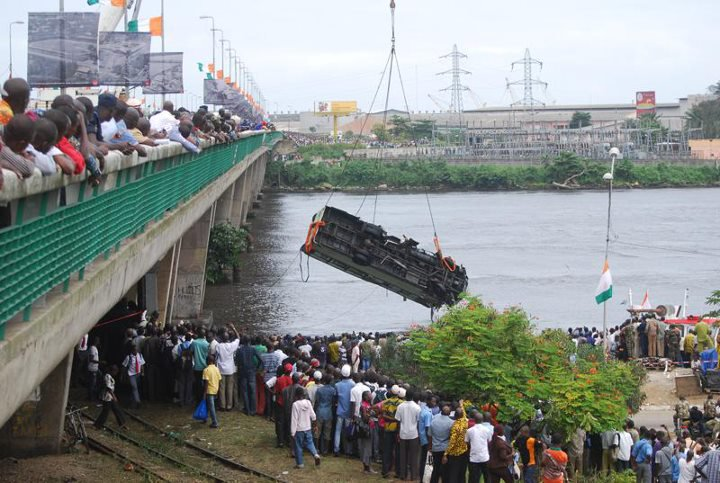
Repêchage d'un autobus de la SOTRA, tombé dans la lagune le 5 août 2011.

La SOTRA fait l'objet d'abondantes critiques depuis une décennie au sujet de l'entretien de ses véhicules et leurs nombreux accidents. Les incendies de moteurs sont réguliers, les bus usés prématurément par les surcharges hors normes et certains systèmes de sécurité intégrés aux autobus les plus récents sont désactivés pour permettre ces surcharges. La société a connu de nombreux accidents depuis 2011 :
- 5 août 2011 : Un autobus Tata Starbus dérape après avoir percuté un autre véhicule et plonge dans la lagune Ébrié depuis le pont Félix-Houphouët-Boigny, entraînant la mort d'au moins 37 personnes. Trois jours de deuil national ont été décrétés à la suite de cet accident[14] ;
- 5 août 2011 : Un autobus Tata Starbus rentre violemment en collision avec un autre bus Iran Khodro à l'arrêt, à la suite d'une défaillance des freins du premier, causant 101 blessés[15] ;
- 24 mai 2012 : Un autobus Tata Starbus desservant la ligne 5 prend feu sur le boulevard Valéry-Giscard-d'Estaing sans faire de victimes[16] ;
- 4 janvier 2013 : Un autobus allant en direction de Yopougon prend feu sans faire de victimes[17] ;
- 20 juin 2013 : Un incendie ravage 12 autobus Tata usagés dans le dépôt de Koumassi sans faire de victimes. Le sinistre a été causé par des individus rentrés sur le site mal protégé pour prendre de l'essence dans les véhicules garés[18] ;
- 13 juillet 2013 : Un autobus Berkhof Ambassador 200 prend feu sur une voie rapide entre Adjamé et Yopougon sans faire de victimes, mais seulement un mois après sa livraison à la SOTRA[19] ;
- 28 novembre 2013 : Un autobus Renault Irisbus Agora L prend feu sur une grande artère de Yopougon sans faire de victimes[20] ;
- 9 décembre 2013 : Un bateau-bus reliant Abobo-Doumé à Treichville subit un début d'incendie sans faire de victimes ni de dégâts matériels. Ce départ d'incendie a été causé par des salades d'eau douce, nombreuses dans la lagune Ébrié, qui ont bouché les voies d'aération du moteur[21] ;
- 1er janvier 2014 : Un autobus Renault R312 prend feu la nuit du nouvel an au carrefour de l'Indénié sans faire de victimes[22] ;
- 22 avril 2014 : Un autobus Tata Starbus desservant la ligne 39 prend feu sur l'autoroute du Nord, à proximité du carrefour Siporex à Yopougon, sans faire de victimes[23] ;
- 8 juillet 2014 : Un chauffeur perd le contrôle de son bus sur une voie rapide, après avoir voulu éviter un véhicule conduisant erratiquement. Il va s'encastrer dans un arbre, déraciné par le choc violent et entraîne la mort du chauffeur et 33 blessés[24] ;
- 20 janvier 2015 : Un autobus prend feu sur la voie express d’Abobo sans faire de victimes[25] ;
- 12 février 2015 : Un autobus Renault R312 prend feu sur la voie express entre Adjamé et Yopougon, sans faire de victimes[26] ;
- 9 mai 2015 : Un autobus Berkhof Ambassador 200 prend feu en face du terminus desservant l'Université Félix-Houphouët-Boigny, à la suite d'un incendie de moteur, sans faire de victimes ;
- 15 août 2015 : Un autobus Berkhof Ambassador 200 de la ligne 59 prend feu dans le quartier Liberté d'Adjamé, à la suite d'un incendie de moteur, sans faire de victimes ;
- 13 octobre 2015 : Un autobus d'une ligne Express prend feu entre le premier pont et le pont piéton de la commune de Yopougon, à la suite d'un incendie de moteur, sans faire de victimes ;
- 16 mars 2016 : Un autobus Berkhof Ambassador 200 prend feu sur le boulevard de la Paix, à l'entrée de la commune du Plateau, sans faire de victimes[27].

## Sotra à l'intérieur du pays
Dans le cadre de l’amélioration de la mobilité urbaine et du déroulement de la Coupe d’Afrique des nations (CAN 2023), le gouvernement a décidé de l’extension des activités de la Sotra dans les grandes villes du pays telles que Bouaké, Yamoussoukro, Korhogo et San Pedro.

### Bouaké
Abidjan, le Premier Ministre, Patrick Achi procédera le vendredi 24 septembre 2021 à la Place du carnaval de Bouaké, au lancement officiel des activités de la Sotra dans la capitale du Gbêkê. Ce sont des autobus flambant neufs qui sillonneront les grandes artères de la capitale de la Région du Gbêkê. Ce déploiement de la Sotra marque l’engagement de l’Etat à faciliter le déplacement des populations dans les conditions optimales de confort, de sécurité et à moindre coût.

### Yamoussoukro
La Sotra à Yamoussoukro, ce sont de nouvelles lignes de bus pour desservir des quartiers de la ville. Quatre au total ont été créées pour la cause. 331, 332, 333 et 335. Ce sont ces lignes que la société des transports abidjanais met à la disposition des populations de Yamoussoukro pour leurs déplacements. Depuis le vendredi 23 décembre 2022, cette société de transport publique est installée dans la capitale politique et administrative ivoirienne. Au cours d’une cérémonie qui a eu lieu pour la cause, c’est le Premier ministre, Patrick Achi a procédé à la mise en service de la représentation de la Sotra dans cette ville.

### Korhogo
A trois semaines de la coupe d’Afrique des Nations (CAN 2023) et pour le bonheur des populations, la Société de Transport Abidjanais (SOTRA) a mis en ligne ses autobus dans la ville de Korhogo. La cérémonie de lancement officiel de ses activités a eu lieu, vendredi 22 décembre 2023 à la place de l’Indépendance, en présence du Ministre Directeur de cabinet du Président de la République, M. Fidèle Sarassoro, du préfet de région, M. André Ekponon, du Maire de la commune, M. Lacina Ouattara dit Lass PR, des autorités coutumières et des populations.
Pour ce grand démarrage dans la capitale du district des Savanes, ce sont sept (7) lignes pour trente-six (36) autobus qui sont mis en circulation dans la ville. Selon Méité Bouaké, le Directeur de Général de la SOTRA, ce déploiement des autobus à Korhogo qui fait partie d’un vaste programme vise l’amélioration de l’accès des populations à des services de transport de qualité.

### San Pedro
La place Saint Pierre de San Pedro a abrité ce 29 Décembre 2023, le lancement officiel des activités de la société des transports abidjanais (SOTRA) dans la ville après Bouaké, Yamoussoukro et Korhogo. Pour ce qui concerne la ville de San Pedro, ce sont quatre lignes qui ont été, pour l’heure, retenues pour le début de l’exploitation, avec une flotte de 30 autobus. Les services de ces véhicules mis en circulation à compter de ce lancement, sont offerts aux populations sur une durée de deux jours. Passer ce délai, il faudra se munir d’un titre de transport valide ou d’un ticket de bus d’une valeur de 200 F Cfa pour un voyage a bords d’un bus.

## SOTRA Tourisme
SOTRA Tourisme & Voyages est une société filiale de la SOTRA qui offre des voyages dans presque tout le pays à travers des cars, des bateaux et des avions par des professionnels du tourisme.

### Moyens de transports
- Avion
- Autobus
- Bateau-bus
- Car

## Innovation
La SOTRA innove avec la « billettique », un système informatisé dénommé « mon Pass ».
Ce système installé dans les bus, permet l'achat des titres de transports par voie électronique, via une carte électronique rechargeable à partir de 200 francs CFA. 
Les différents types de cartes sont  :

### La carte monpass Liberté

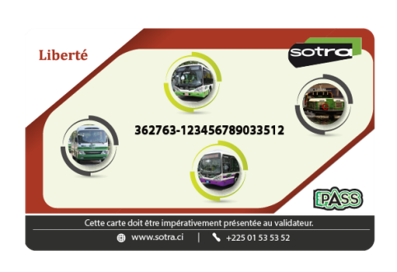
C’est une carte prépayée MonPass Liberté de la SOTRA

C’est une carte prépayée, elle est destinée à tous les clients de la SOTRA et donne accès à tous les services de la SOTRA (monbus, express, bateau-bus, wibus...)
Prix de la carte : 1000 francs CFA
Caractéristiques / Avantages
- Rechargeable à partir de 200 francs CFA
- Transfert du crédit sur la nouvelle carte en cas de perte
- Durée de vie illimitée du montant crédité
- Débitée en fonction du mode de déplacement.
- Délais de validité de la carte trois (03) ans.

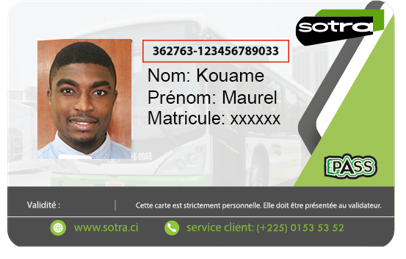
Carte monpass Abonnement

### La carte monpass Abonnement
C’est une carte personnalisée qui intègre plusieurs forfaits à différents coûts, au choix du client selon sa catégorie socio-professionnel (élèves - étudiants, fonctionnaires, mensuel privé, permanent, wibus, express et prestige).
Prix de la carte : 1000 francs CFA
Caractéristiques / Avantages
- Rechargeable mensuellement (par mois) selon votre souscription
- Transfert du crédit sur la nouvelle carte en cas de perte
- Durée du montant crédité : à partir 08 du mois de rechargement au 09 du mois suivant
- Non débitée
- Délais de validité de la carte : 
  - Scolaire pendant l’année scolaire en cours
  - Étudiant un (01) an à partir du 31 décembre
  - Autre forfait trois (03) ans.